# Евангелическо-лютеранская церковь в Любеке

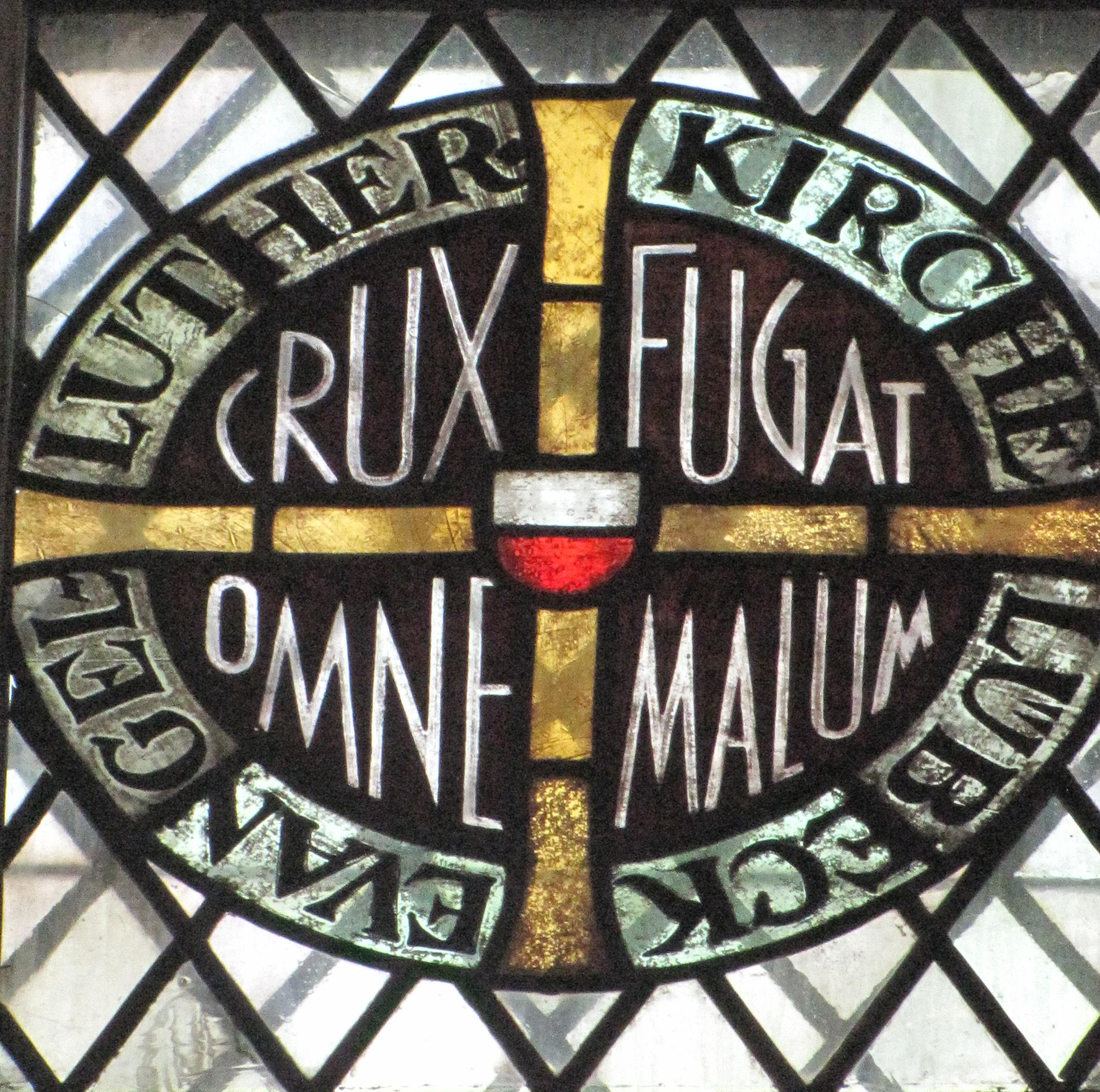
Изображение печати Евангелическо-лютеранской церкви в Любеке (создано после 1945 года) на витраже в Церкви Святой Марии

Евангелическо-лютеранская церковь в Любеке (нем. Die Evangelisch-Lutherische Kirche in Lübeck), до 1937 года — Евангелическо-лютеранская церковь в государстве Любек (нем. Evangelisch-lutherische Kirche im Lübeckischen Staate) — земельная церковь Любека. Церковь осуществляла свою деятельность на территории ганзейского города Любек, который до 1937 года был независимым государством в составе германского государства, а затем стал районом прусской провинции Шлезвиг-Гольштейн.
В 1948 году Евангелическо-лютеранская церковь в Любеке стала одним из основателей Евангелической церкви Германии (EKD), а также являлась составной частью Объединенной евангелическо-лютеранской церкви Германии (VELKD).
1 января 1977 года евангелическо-лютеранская церковь в Любеке объединилась с евангелическо-лютеранской земельной церковью Гамбурга, евангелическо-лютеранской земельной церковью Шлезвиг-Гольштейна, евангелическо-лютеранской земельной церковью Ойтина и церковным округом Харбург евангелическо-лютеранской земельной церкви Ганновера в Северно-Эльбскую евангелическо-лютеранскую церковь.

## История
Уже в 1163 году город Любек стал резиденцией епископа и центром епархии. С 1530 года началась Реформация в соответствии с лютеранским вероучением, вследствие чего Любек на протяжении веков оставался протестантским городом. Область города и область церкви были идентичны. Позже был основан реформатский приход, но он не принадлежал региональной церкви Любека.
До 1918 года управление церковью в Любеке и верховное церковное управление осуществлялись сенатом как коллегией. В 1895 году церковь приняла свою конституцию. Был создан новый церковный совет как руководящий орган, который первоначально возглавил сенатор Генрих Альфонс Плессинг. Эта церковная конституция была обновлена в 1921 году, согласно изменениям сенат был отстранен от управления церковью. С тех пор во главе церкви стоял сеньор, избранный региональным синодом. Он осуществлял духовное руководство в консультации с церковным руководством. Земельный синод назначался общинами. Административным органом церкви была канцелярия епископа в Любеке.
На церковных выборах 1933 года немецкие христиане получили большинство. Епископ евангелическо-лютеранской церкви в Любеке был одним из семи евангелических епископов и президентов земельных церквей, подписавших «Объявление о церковном статусе евангелических евреев» 17 декабря 1941 года:
Национал-социалистическое руководство Германии неопровержимо доказало многочисленными документами, что эта война в глобальном масштабе была спровоцирована евреями. Поэтому оно приняло решения и меры против иудаизма, необходимые как внутри страны, так и за ее пределами, дабы обезопасить немецкую жизнь. Как члены немецкого народного общества, немецкие протестантские земельные церкви находятся в авангарде этой исторической оборонительной борьбы, указ имперской полиции о признании евреев прирожденными врагами мира и Рейха, который был необходимым, как доказал горький опыт доктора Мартина Лютера, потребовал принять самые строгие меры против евреев и изгнать их из Германии. С момента распятия Христа до наших дней евреи боролись с христианством или злоупотребляли и искажали его для достижения своих эгоистичных целей. Христианское крещение не меняет расового характера еврея, его этнической принадлежности или его биологической сущности. Немецкая евангелическая церковь должна поддерживать религиозную жизнь немецких граждан. Евреям-христианам нет ни места, ни прав в ней. Таким образом, указанные лидеры немецкой евангелической церкви не признают любое совместное общество с христианами-евреями. Мы полны решимости не мириться с каким-либо влиянием еврейского духа на немецкую религиозную и церковную жизнь.
После слияния 1977 года, когда в состав церкви входил 31 приход, евангелическо-лютеранская церковь в Любеке стала пробством (ныне церковный район) и частью только что созданной «епархии Гольштейн-Любека».

### Суперинтенданты Любекской церкви
- 1532—1548: Герман Боннус
- 1553—1567: Валентин Куртиус
- 1575—1600: Андреас Пухениус Старший
- (1611) Кристоф Бутелиус[4] (избран, умер до вступления в должность)
- 1613—1622: Георг Штампелиус
- 1624—1643: Николаус Хунниус
- 1646—1671: Мено Ханнекен
- 1675—1683: Самуэль Помариус
- 1689—1698: Август Пфайффер
- 1702—1728: Георг Генрих Гётце
- 1730—1767: Иоганн Готтлоб Карпцов
- 1771—1774: Иоганн Андреас Крамер
- 1779—1796: Иоганн Адольф Шинмайер

После этого управления больше не существовало; управленческие задачи выполнял соответствующий сеньор Духовного министерства.

### Сеньоры Духовного министерства
- −1574: Петер Кристиан фон Фримерсхайм
- 1574—1595: Георг Барт
- 1596—1601: Герхард Шрёдер
- 1602—1614: Иоахим Доббин
- 1614—1621: Генрих Менне
- 1621—1622: Иоганн Штольтерфот
- 1622—1625: Герман Вольфф
- 1625—1653: Адам Хелмс
- 1653—1661: Герхард Винтер
- 1661—1679: Даниэль Липсторп
- 1679—1683: Генрих Энгенхаген
- 1685—1688: Иоганн(ес) Райх(е)
- 1688—1700: Бернхард Крехтинг
- 1700—1704: Томас Хонштедт
- 1704—1706: Георг Риттер
- 1706—1710: Иоганн Петер Штайн
- 1710—1719: Кристоф Вендт
- 1719—1743: Якоб фон Мелле
- 1743—1751: Бальтазар Герхард Ханнекен
- 1752—1759: Генрих Шарбау
- 1759—1767: Георг Герман Рихерц
- 1767—1787: Адде Бернхард Бургхарди
- 1787—1788: Петер Герман Беккер
- 1788—1795: Бернхард Генрих фон дер Худе
- 1796—1829: Иоганн Генрих Карстенс
- 1829—1846: Герман Фридрих Бен
- 1846—1892: Иоганн Карл Линденберг
- 1892—1909: Леопольд Фридрих Ранке
- 1909—1914: Генрих Линденберг
- 1914—1919: Иоганнес Беккер

И Герман Фридрих Бен, и Иоганн Карл Линденберг были удостоены высшей награды Сената ганзейского города Любек — памятной монеты Бене Меренти.

### Сеньоры и епископы Любекской церкви
- 1919—1933: Йоханнес Эверс, сеньор
- 1934—1945: Эрвин Бальцер, епископ
- 1948—1955: Йоханнес Паутке, епископ
- 1956—1972: Генрих Мейер, епископ
- 1972—1977: Карлхайнц Штоль, сеньор

## Песенники
- Lübeckisches Gesangbuch ebst Anfügung eines Gebeth-Buchs… Lübeck: Wiedemeye
  - 1726 Digitalisat
  - 1729 Digitalisat; Gebetbuch Digitalisat
- Neues Lübeckisches Gesangbuch, zum öffentlichen Gottesdienste und zur häuslichen Andacht auf Verordnung Eines Hochedlen Hochw. Raths ausgefertiget von dem Lübeckischen Ministerio; Lübeck, 1790, neue Auflage ab 1821
- Lübeckisches evangelisch-lutherisches Gesangbuch für den öffentlichen Gottesdienst und die häusliche Andacht, auf Verordnung Eines Hohen Senates ausgefertigt durch das Ministerium; Lübeck, 1859
- Gesangbuch der Evangelisch-lutherischen Kirche im Lübeckischen Staate — Einheitsgesangbuch der Evangelisch-lutherischen Landeskirchen in Schleswig-Holstein-Lauenburg, Hamburg, Mecklenburg-Schwerin, Lübeck, Mecklenburg-Strelitz, Eutin, Lübeck; eingeführt 1930
- Evangelisches Kirchengesangbuch — Ausgabe für die Evangelisch-lutherischen Landeskirchen Schleswig-Holstein-Lauenburg, Hamburg, Lübeck und Eutin, Hamburg; ab 1950/53?